# Les Nuits de l'épouvante
Pour plus de détails, voir Fiche technique et Distribution.
Les Nuits de l'épouvante (La lama nel corpo) est un film d'épouvante fantastique franco-italien réalisé par Elio Scardamaglia et Lionello De Felice et sorti en 1966.

## Synopsis
Dans le Norfolk durant les années 1870, Mary est embauchée comme compagne et infirmière dans un hôpital psychiatrique. La clinique est dirigée par le Dr. Vance avec l'aide de son assistante, le Dr Sheena. Ivan, le bricoleur, deux autres infirmières, Kathy (la maîtresse d'Ivan) et Meg, travaillent également à la clinique. Lisebeth, l'épouse du Dr Vance et sa sœur Laura, une femme autrefois belle mais horriblement défigurée à la suite d'un accident, logent également dans le bâtiment. Laura vit recluse dans une chambre au dernier étage. Les patients de la clinique présentent des symptômes assez graves. Ceux avec lesquels Mary travaille sont Jane, une fille muette, M. Bert, un homme âgé catatonique qui dort presque en permanence, Mme Harley, une femme âgée souffrant d'hystérie qui vit en compagnie d'un chat en peluche et Fred, un beau garçon atteint de schizophrénie. La nuit même de l'arrivée de Mary, un tueur vêtu de noir et armé d'un rasoir surgit dans la chambre de Jane et l'assaille. La jeune fille s'enfuit par la fenêtre mais, rattrapée par l'assaillant, se fait assassiner à coups de rasoir près de la fontaine de la villa.
Walter, le gardien de la clinique, aperçoit une ombre et se précipite à sa poursuite, persuadé qu'il s'agit d'un cambrioleur. L'ombre disparaît bientôt dans les couloirs de la clinique. Le lendemain matin, le Dr Vance découvre le corps de Jane. Il est persuadé que la jeune fille a été tuée par sa belle-sœur, Laura, qui, isolée dans sa chambre, défigurée au visage, donne des signes de plus en plus évidents de détresse psychique. Lors de la construction de la clinique, Laura était tombée dans de la chaux vive. Son beau-frère était parvenu à lui sauver la vie, mais son physique restait durement marqué. Le Dr. Vance envisage depuis la possibilité de greffe de cellules, pour redonner à sa belle-sœur sa beauté passée...

## Fiche technique
Sauf indication contraire, les informations mentionnées dans cette section peuvent être confirmées par la base de données cinématographiques IMDb,  présente dans la section « Liens externes ».
- Titre en français : Les Nuits de l'épouvante[1]
- Titre original italien : La lama nel corpo[2]
- Réalisation : Elio Scardamaglia (sous le nom de « Michael Hamilton »), Lionello De Felice
- Scenario : Ernesto Gastaldi (sous le nom de « Julian Berry »), Luciano Martino (sous le nom de « Martin Hardy »)
- Photographie :	Marcello Masciocchi (sous le nom de « Mark Lane »)
- Montage : Alberto Gallitti (sous le nom de « Richard Hartley »)
- Musique : Francesco De Masi (sous le nom de « Frank Mason »)
- Décors : Walter Patriarca (sous le nom de « Walter Parkington »)
- Trucages : Massimo Giustini
- Production : Elio Scardamaglia
- Société de production : Ci. Ti. Cinematografica, Leone Film, Orphée Productions
- Pays de production :  Italie -  France
- Langue originale : Italien
- Format : Couleur par Technicolor - 2,35:1 - Son mono - 35 mm
- Durée : 87 min (1 h 37[2])
- Genre : Giallo, film d'épouvante fantastique
- Dates de sortie :
  - Italie : 17 mars 1966
  - France : 11 octobre 1967[1]
- Classification :
  - Italie : Interdit aux moins de 18 ans[2]
- Affiche : Guy-Gérard Noël (France)

## Distribution
- William Berger (VF : Marc Cassot) : Docteur Robert Vance
- Françoise Prévost (VF : Jacqueline Ferrière) : Gisele de Brantome
- Mary Young (VF : Françoise Fechter) : Lisbeth (Elizabeth en VF) Vance
- Massimo Righi (VF : Michel Le Royer) : Fred
- Barbara Wilson (VF : Monique Thierry) : Mary
- Germano Longo (VF : Georges Aminel) : Ivan
- Philippe Hersent (VF : André Valmy) : Marc de Brantome
- Anna Maria Polani : Jane
- Delfi Mauro (VF : Paula Dehelly) : Laura
- Harriet Medin White (VF : Helena Manson) : Sheena
- William Gold (VF : Jean Violette) : Walter
- Rossella Bergamonti : Kathy

## Production
Le film est tourné à la Villa Parisi (it) à Rome. Même si de nombreuses sources indiquent comme unique réalisateur du film Elio Scardamaglia, le scénariste Ernesto Gastaldi affirme que Lionello De Felice était le véritable metteur en scène. Gastaldi ajoute que De Felice a quitté le plateau vers la fin du tournage, et que Scardamaglia s'est chargé des quelques scènes qui restaient à tourner.
Bien que certaines sources indiquent que le film serait adapté du roman The Knife and the Body d'un certain Robert Williams, l'historien Curti indique que le scénario est inspiré d'un récit écrit par Martino et Gastaldi eux-mêmes.

## Accueil
Lors de sa sortie dans les salles italiennes, il a engrangé 96 millions de lires de recettes.
D'après le critique et historien du cinéma Roberto Curti, Les Nuits de l'épouvante est un exemple typique de la façon dont le cinéma d'épouvante gothique italien a évolué vers le giallo dans les années 1960.